# Tempel des Amun-Re (Karnak)

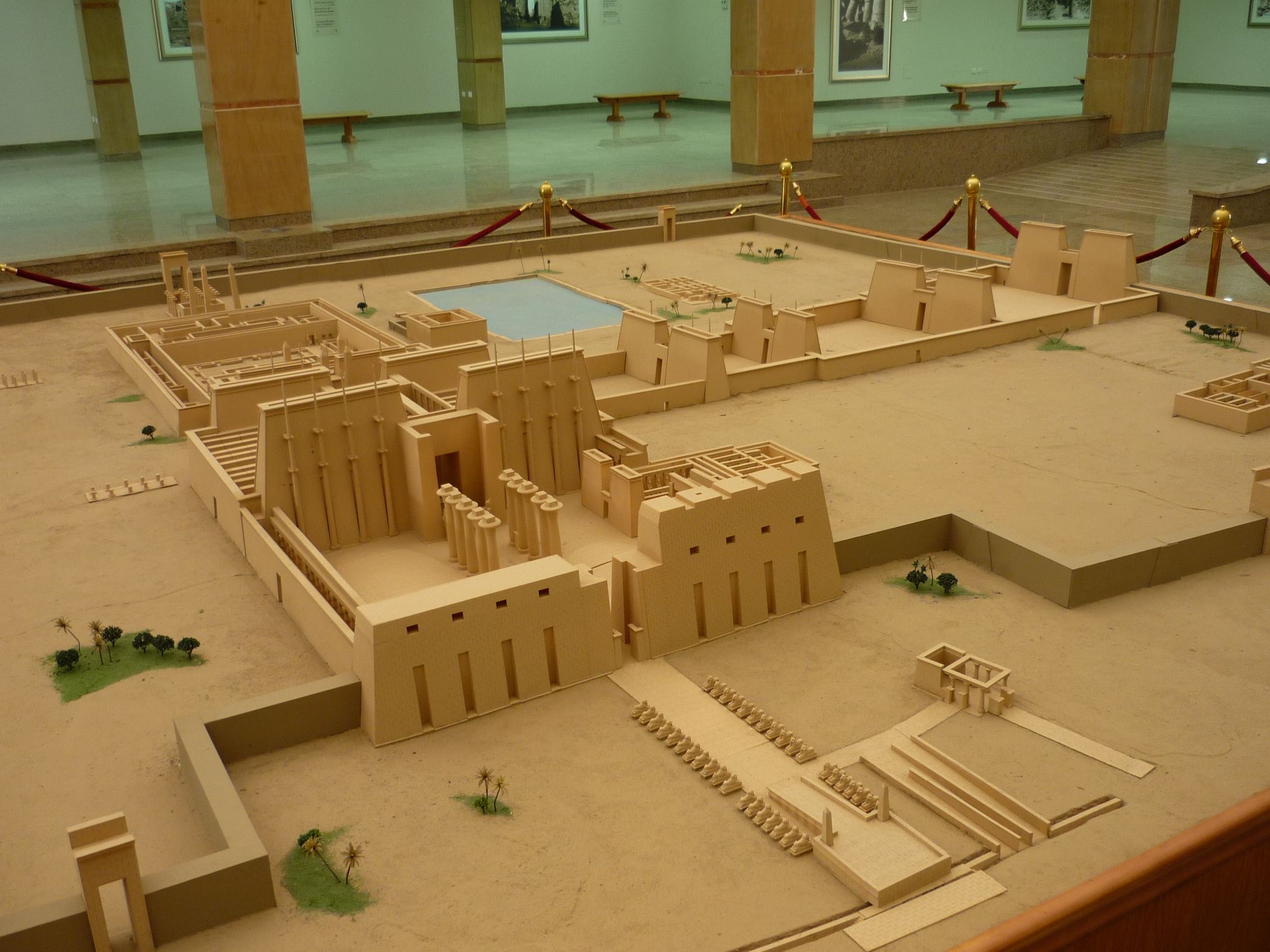
Modell des Tempelbezirks

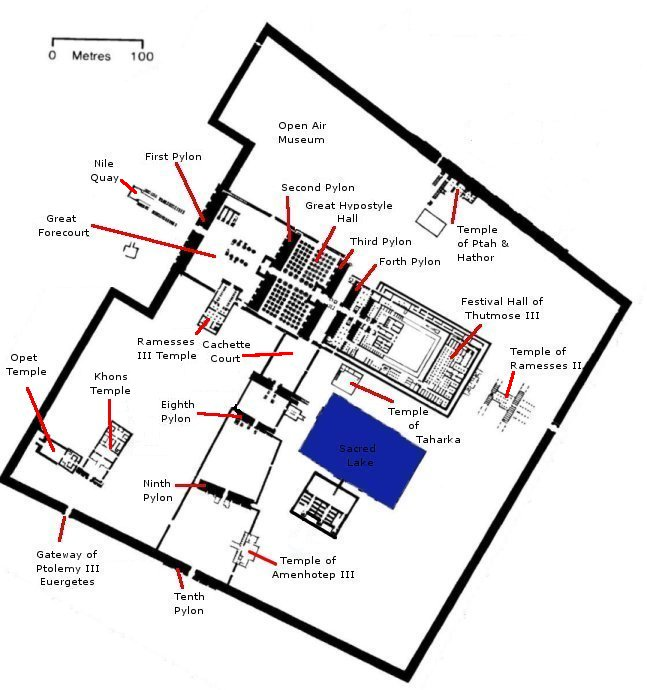
Grundriss des Tempels

Der Tempel des Amun-Re ist der zentrale Teil des Amun-Bezirkes in Karnak, welcher seinerseits den Mittelpunkt eines größeren Komplexes von Kultbauten, den Karnak-Tempel, bildet. Seit der 18. Dynastie bauten die Pharaonen kontinuierlich an und um und versuchten, sich zu übertreffen.

## Der Tempel

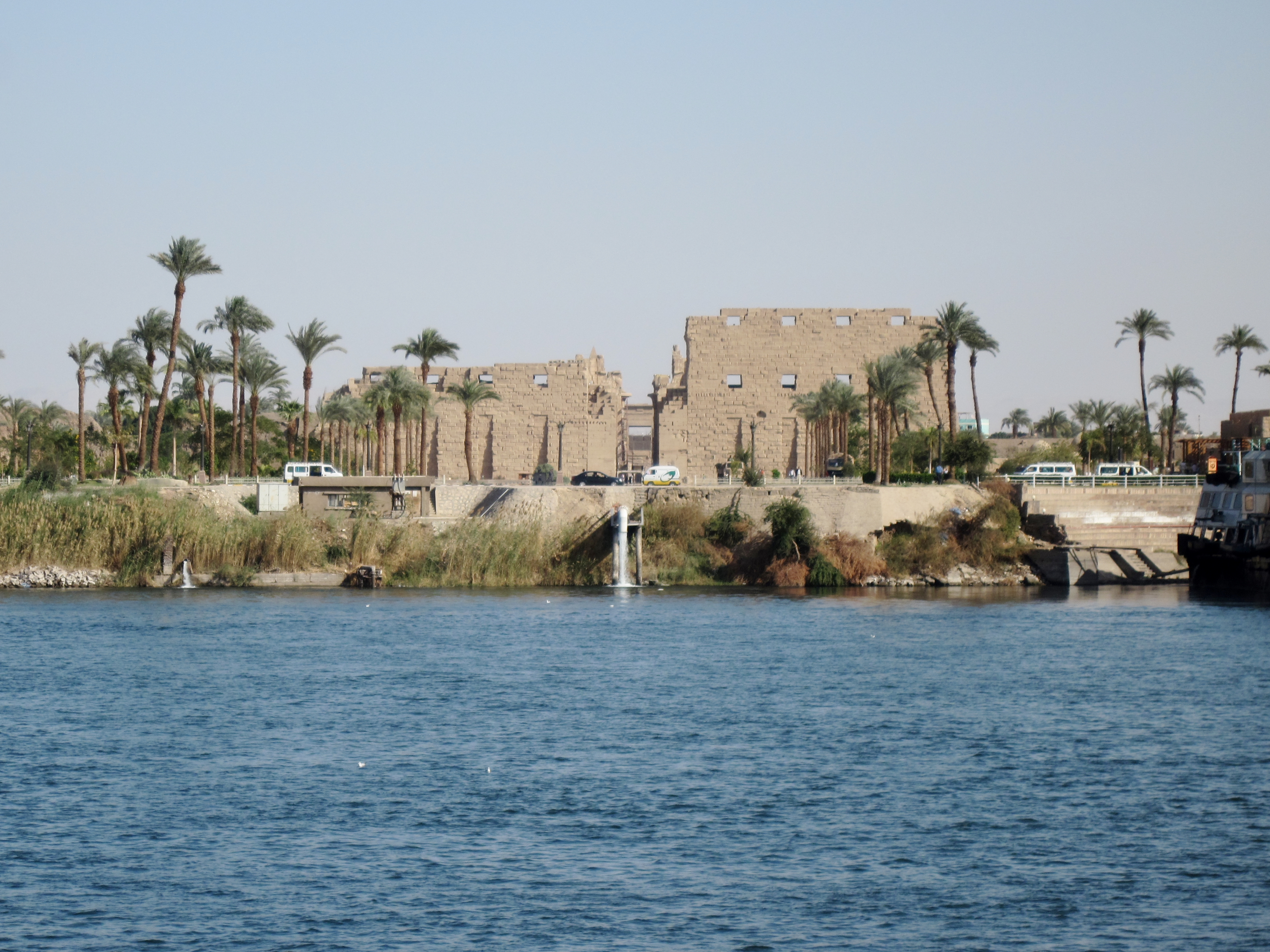
Westseite des Tempels

Mit seinen insgesamt zehn Pylonen, der größte ca. 113 Meter breit und ca. 15 Meter dick bei einer geplanten Höhe von ca. 45 Metern, und einer Gesamtfläche von ca. 30 Hektar (530, 515, 530 und 610 Meter Seitenlänge) ist der Tempel des Amun-Re der größte Tempel Ägyptens. Er enthielt neben dem Tempel des Amun-Re noch den Tempel des Chons, den Tempel der Opet, den Tempel des Ptah, den Tempel des Amenhotep II. und verschiedene Stationskapellen für die Götterbarke, wie die Weiße Kapelle und die Rote Kapelle.
In der Antike verband eine Allee, die beidseitig von 365 Sphingen gesäumt war, den Amun-Tempel mit dem ca. 2,5 km entfernten Luxor-Tempel. Diese Straße endete am 10. Pylon des Tempels.

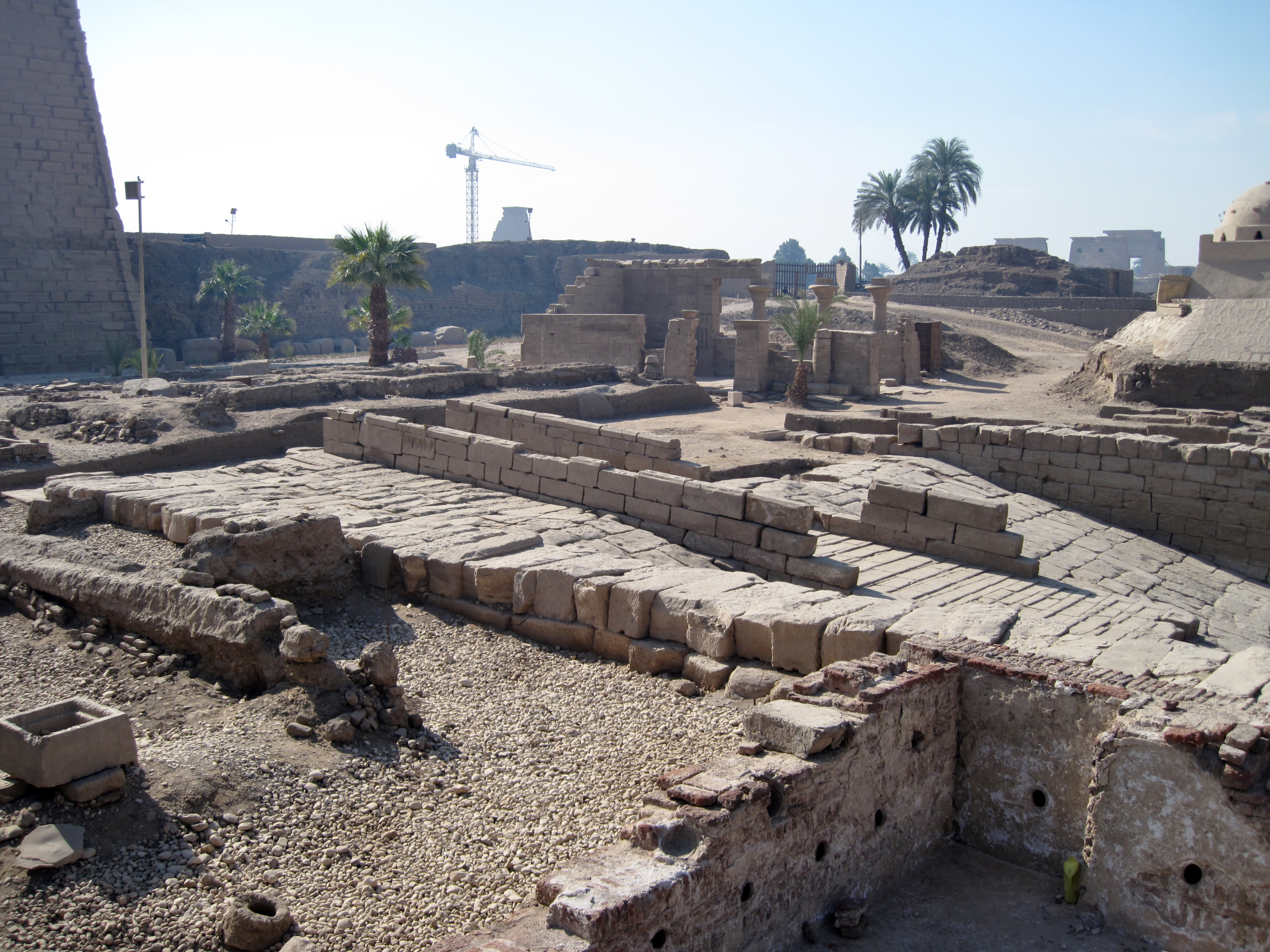
Ehemalige Hafenanlage

Eine weitere Sphingenallee mit zwei Reihen zu 66 Sphingen verbindet den Amun-Tempel mit dem Mut-Bezirk. An nordwestlicher Seite befindet sich ein Nilhafen, über den die Gottesstatue das Westufer besuchen konnte. Hinter dem Eingangspylon öffnet sich der Tempel zu einem großen Hof. Dahinter schließt sich der Säulensaal (Hypostyl) an. In Fortsetzung der Achse kommt man zum Allerheiligsten. Diese Bereiche waren überdacht. Der Tempel war außerdem so konstruiert, dass der Boden in Richtung des Allerheiligsten ansteigend und das Dach abfallend war. Der Säulensaal hinter dem Hof gehört zu den bedeutendsten Bauwerken, die aus ägyptischer Zeit erhalten sind.
Viele Teile sind durch die Zeit oder von den Pharaonen selber im Rahmen einer damnatio memoriae („Verdammung des Andenkens“) zerstört worden. Selbst heute, mit ausgebleichten Ruinen, bildet der Karnak-Tempel einen überwältigenden Anblick.

### II. Pylon

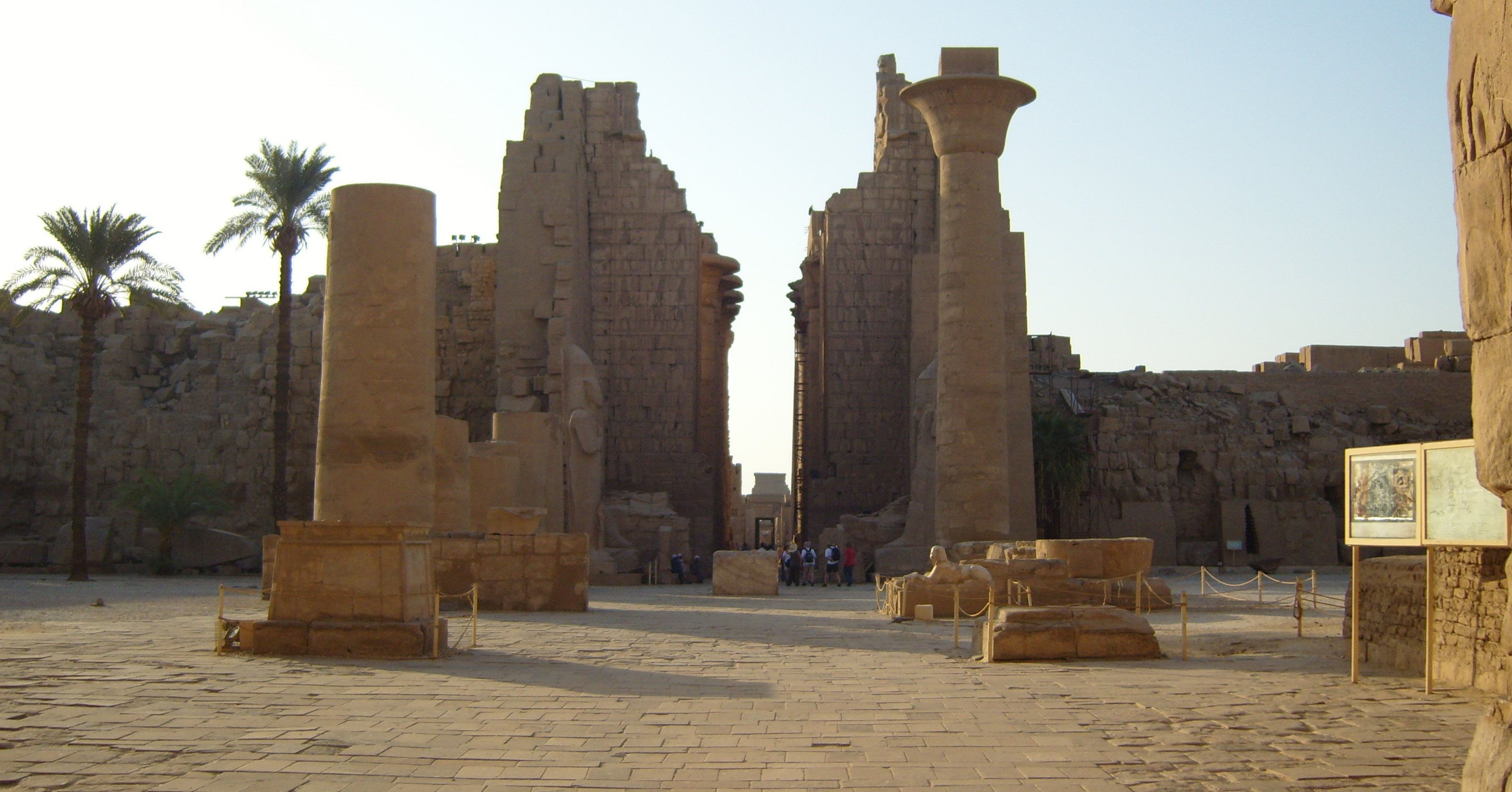
2. Pylon (Westseite)

Der von Haremhab erbaute 2. Pylon bildete vom Ende der 18. Dynastie bis zur Zeit von Nektanebos I. (30. Dynastie) die Eingangsfront des Tempels. Seit Beginn der 18. Dynastie befand sich an der Stelle ein als Anlegestelle dienendes Hafenbecken, das Haremhab zuschütten und weiter westlich neu anlegen ließ. Neben den o. g. kulturellen Zwecken dienten die dem jeweiligen Nilverlauf angepassten Hafenanlagen auch dem Transport von Baumaterial aus den flussaufwärts gelegenen Steinbrüchen zum Tempel. Die beiden einst 14 Meter starken und 35 Meter hohen Pylontürme sind nur bis zur Hälfte ihrer Höhe erhalten geblieben. Für den Bau wurden Blöcke der abgerissenen Aton-Tempel von Pharao Echnaton (z. B. Gem-pa-Aton) als Füllmaterial verwendet.

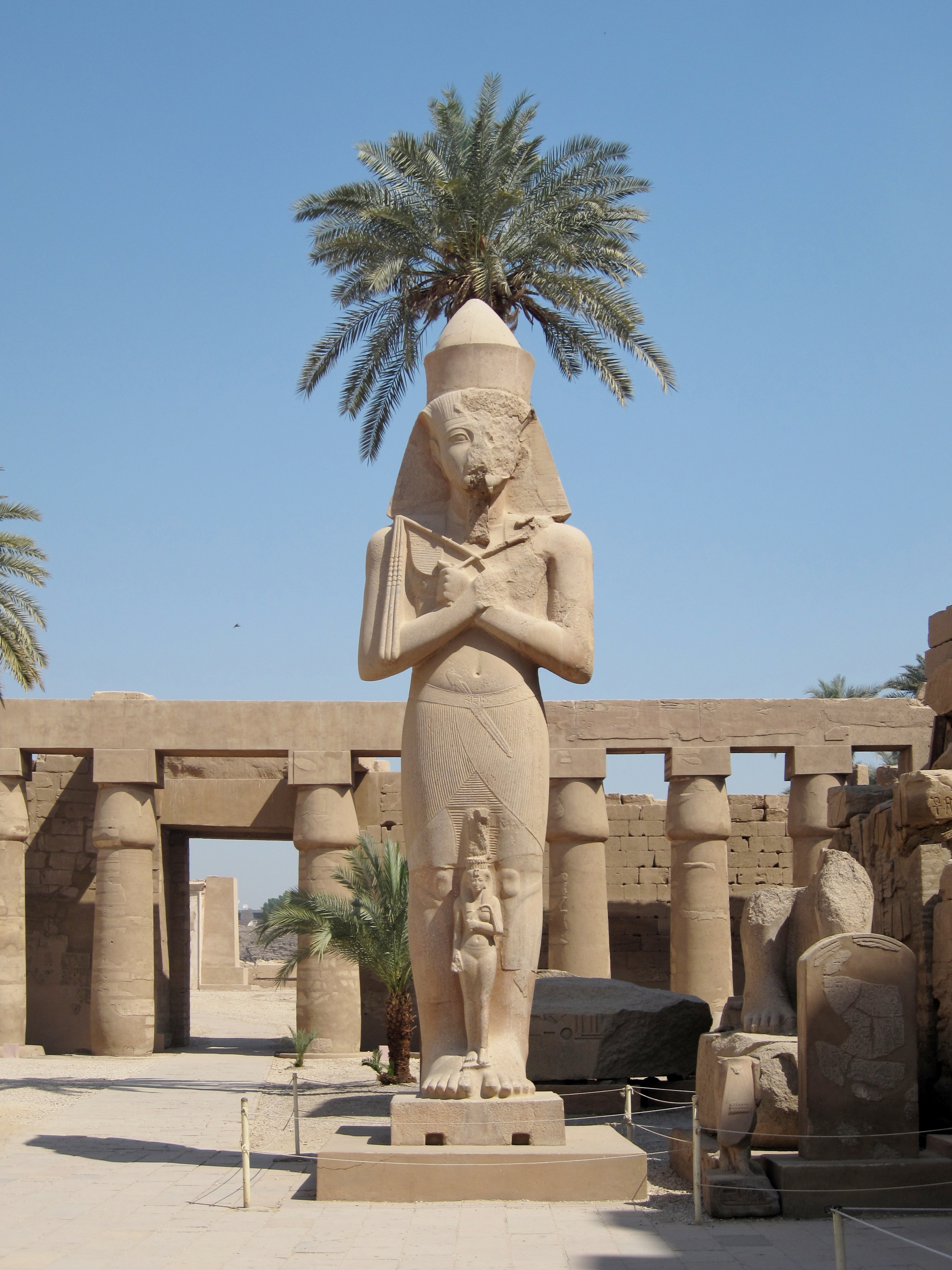
Von Pinudjem I. usurpierte Statue Ramses’ II. mit seiner Tochter Meritamun

Vor dem Eingangsbereich standen zwei monumentale Statuen aus Granit, von denen allein die südliche vollständig erhalten ist. Sie zeigt den König mit der Doppelkrone in Schreitpose. Von der anderen existiert nur der Sockel mit den Füßen. Im Innern des Tordurchgangs standen zwei Götterstatuen. Henri Chevrier entdeckte 1954 bei Aufräumarbeiten am eingestürzten Nordflügel sämtliche Bruchstücke einer Kolossalstatue aus Rosengranit. Die 13 Meter hohe Statue wurde wieder aufgerichtet und zeigt wahrscheinlich Ramses II., zwischen dessen Beinen seine Tochtergemahlin Meritamun steht.

### IV. und V. Pylon
Die Gesamtansicht des Tempels wurde nach dem Mittleren Reich erstmals durch die Thutmosiden radikal verändert. Thutmosis I. ließ, um eine neue Eingangssituation zu schaffen, den IV. und V. Pylon in der O-W Achse anlegen. Später hat Thutmosis III. den Säulensaal zerstört, der jedoch von Amenophis II. wieder errichtet wurde. Dort befand sich dann ein Hypostyl, dessen Holzdecke von Papyrusbündelsäulen getragen wurde, die mit Elektron verkleidet waren.

„...[Er machte es als] Denkmal für seinen Vater Amonre, König der Götter, Herrn des Himmels, vor Karnak, indem er ihm einen Festhof mit hehren Säulen errichtete aus schönem, weißen Sand[stein], dessen Säulen mit ḏˁm-Gold [Elektron] beschlagen waren, wobei das schöner war als es je gewesen.“

Diese Konstruktion wurde von seiner Tochter Hatschepsut wieder aufgehoben, als sie ihre zwei Obelisken zwischen den IV. und V. Pylon aufstellen ließ und damit die Holzdecke durchbrechen musste. Mit einer Höhe von 32 Metern sind es die größten Obelisken, die in Ägypten jemals aufgestellt wurden. Ihre Spitzen waren mit Elektron versehen, nach antiken Quellen waren sie sogar komplett mit Elektron überzogen. Doch nur einer von ihnen steht noch an seinem Platz, während der andere in mehrere Einzelteile zerbrochen ist; den Rest kann man heute nahe dem Heiligen See besichtigen.

### VII. Pylon
Thutmosis III. entschloss sich die Prozessionsachse in Richtung Süden zu drehen und ließ den VII. Pylon in Richtung Mut-Heiligtum errichten. Es bestand aus einem ca. 13 m hohen Granitportal vor dem beidseitig Kolossalfiguren des Königs aufgestellt waren, die auf den Sockeln Namen besiegter Völker (im Osten: Asiaten, im Westen: Afrikaner) aufwiesen.
Davor waren 2 große Obelisken aufgestellt, von denen aber nur noch ein Sockel vor Ort sichtbar ist, da der andere 357 n. Chr. von Kaiser Konstantin II. nach Konstantinopel abtransportiert wurden. Sogar der Erddamm, der zum Abtransport errichtet wurde, ist heute noch sichtbar. Es konnte auch festgestellt werden, dass es sich bei der Gestaltung des VII. Pylon um eine Kopie des IV. Pylon handelt, sodass man in Haupt- und Nebenachse dieselben Darstellungen vorfand (genauso in den Tordurchgängen → Jubiläum des Königs). Im Norden des Pylons wurden mehr als 1000 vergrabene Grabstelen gefunden.

### VIII. Pylon

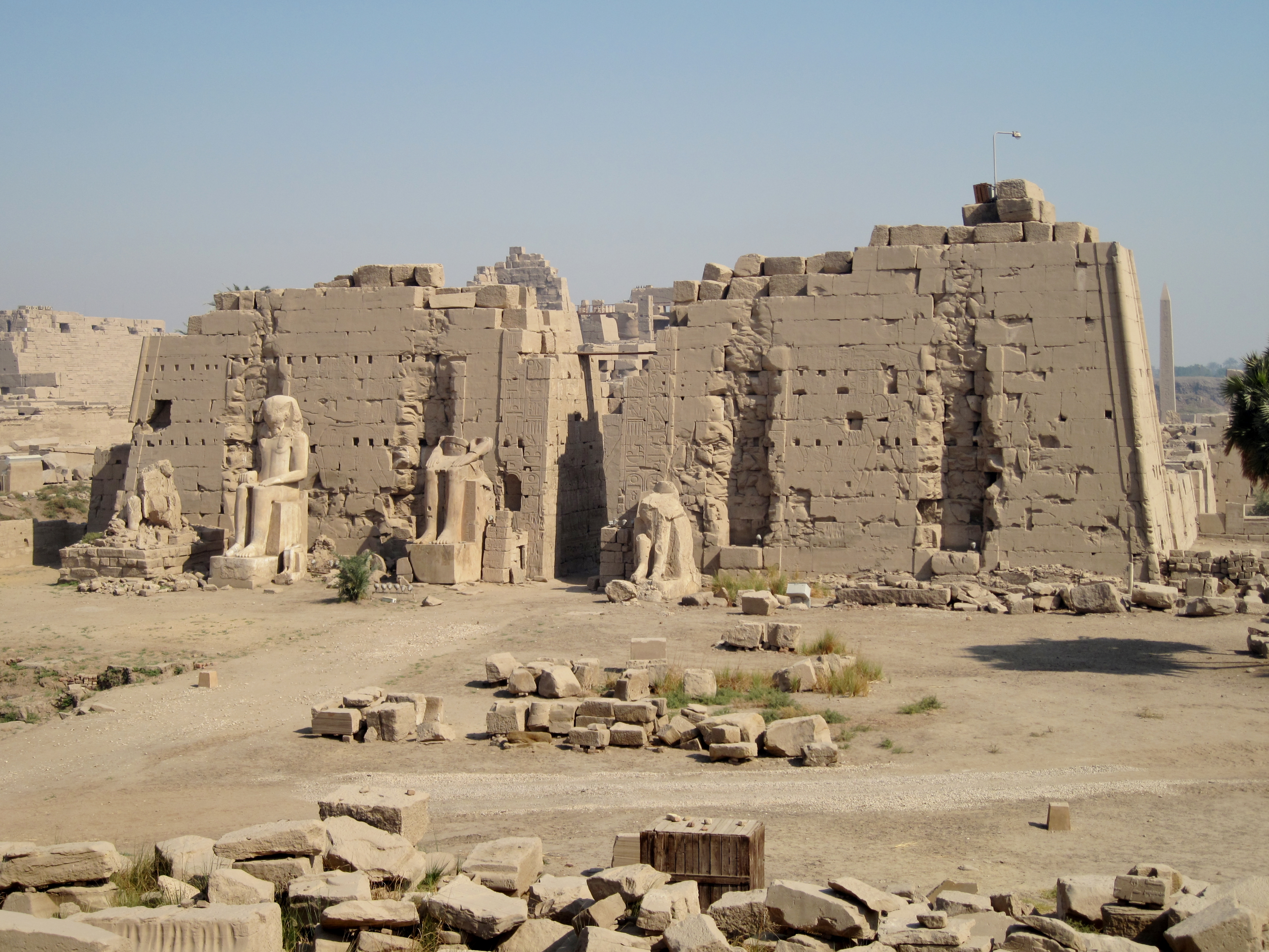
8. Pylon

Schon unter Hatschepsut war der VIII. Pylon errichtet worden, der wahrscheinlich einen älteren Vorgängerbau aus Nilschlammziegeln ersetzte (möglicherweise Amenophis I.). Im unteren Bereich war er von einer niedrigen Kalksteinmauer umgeben. 

Reliefschmuck:

Innenfassade (Ostseite): Thutmosis I. dankt Amun für die Inthronisierung seiner Tochter Hatschepsut (Inschriften sind ausgehackt, Name der Hatschepsut durch den Thutmosis II. ersetzt)

Außenfassade: Amenophis II. beim „Erschlagen der Feinde“ vor Amun, Hatschesputinschrift größtenteils zerstört

Plastischer Schmuck vor dem Pylon

Es ist anzunehmen, dass sich ursprünglich sechs Sitzfiguren vor dem Pylon befanden, von denen aber nur die Basen von zwei erhalten sind (Thutmosis II., restauriert von Thutmosis III.). Während von den zwei weiteren Figuren vor dem Ostflügel nichts erhalten geblieben ist, steht vor dem Westflügel noch eine Sitzstatue Amenophis i. (restauriert von Thutmosis III.) und eine fragmentarische von Amenophis II.(restauriert von Thutmosis IV.). Geplant war, dass dieser Pylon der eigentliche Eingang in den Tempel von Süden her wäre, wie auch die Inschriften in den Nischen der Fahnenmasten von Amenophis II. belegen.

## Zweck der Tempelanlage
Nach der Erhebung Amun-Res von Theben zum Lokalgott und später zum Reichsgott, begannen die Herrscher des frühen Mittleren Reiches mit dem Bau eines Tempels, der über Jahrtausende hinweg zum heutigen Tempelkomplex erweitert wurde, wo die Amun-Priesterschaft den täglichen Tempeldienst ausübte. Auch für die Gattin des Amun, die Göttin Mut, und für ihren gemeinsamen Sohn Chons wurden Tempel errichtet, zusammen bildeten sie die Triade von Theben.

## Baugeschichte

### Mittleres Reich

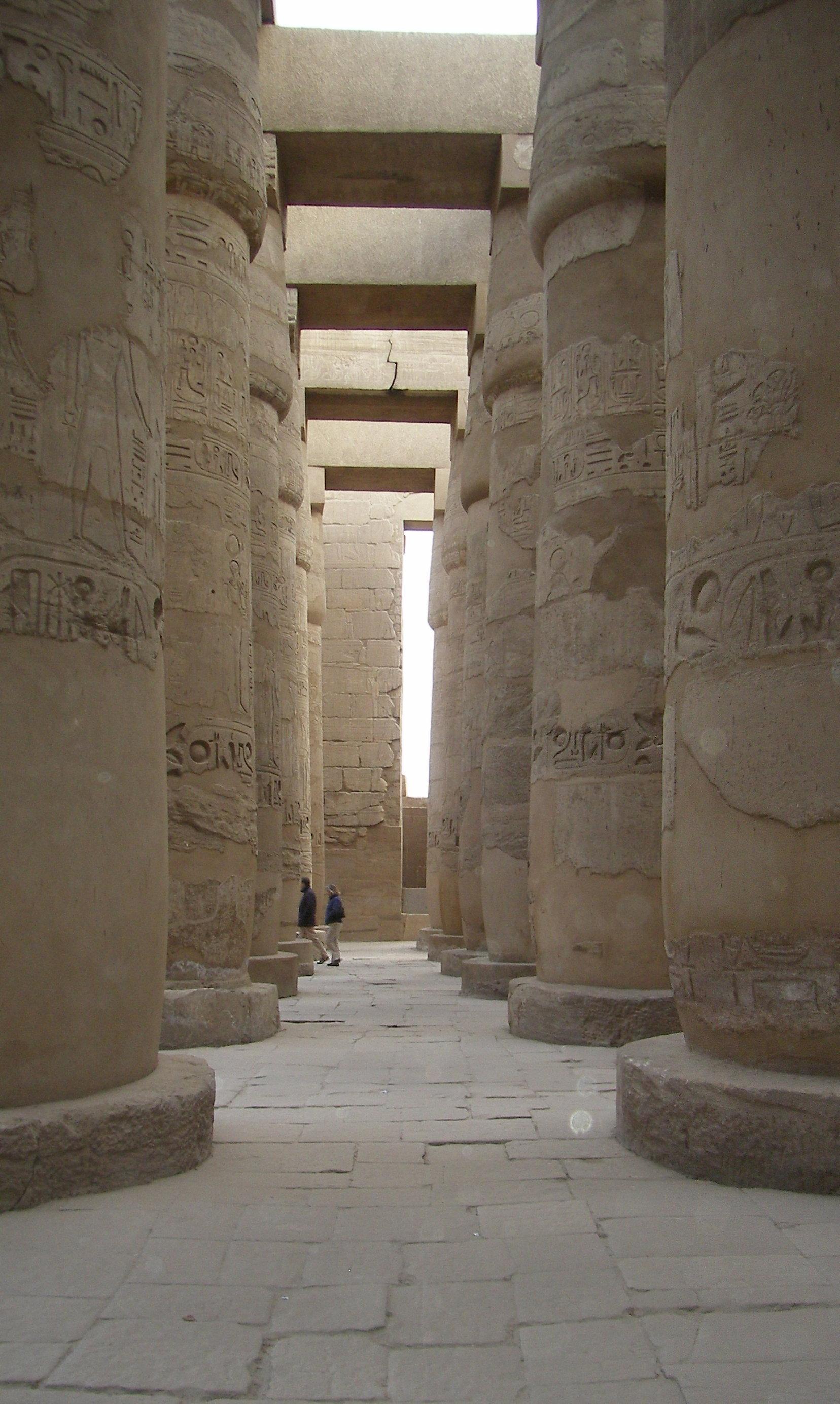
Säulen der großen Hypostylhalle

Das bisher älteste aufgefundene Bauteil im Amun-Bezirk von Karnak ist eine oktogonale Säule von Antef II. mit der Nennung des Gottes Amun-Re.
Sesostris I. baute den ersten größeren Tempel aus Kalkstein. Er maß 37,4 × 39,6 m und war von einer Umfassungsmauer aus Ziegeln umgeben. An der Front befanden sich Statuenpfeiler, der vordere Teil des Tempels war von Säulenhallen umgeben. Laut Arnold befand sich dort wahrscheinlich ein heiliger Garten. Im hinteren Teil befanden sich drei hintereinander gelegene Kulträume. Innerhalb der Umfassungsmauer gab es mehrere Stationskapellen, darunter die Chapelle blanche (Weiße Kapelle).

### Neues Reich

#### 18. Dynastie
Zu Beginn der 18. Dynastie wurde das Kultzentrum des Amun stark ausgebaut, beginnend mit Amenophis I. Thutmosis I. ergänzte Pylon 4 und 5, eine schalenförmige Umfassungsmauer sowie ein 21,8 m hohes Obeliskenpaar. Thutmosis II. baute westlich davon den sogenannten Festhof an. Größere Baumaßnahmen gab es erneut unter Hatschepsut und Thutmosis III.:
- Eine größere, mit Türmen befestigte Ziegelmauer.
- Ein Vortempel mit Barkensanktuar, der sogenannten Roten Kapelle (Chapelle rouge), die Anfang des 21. Jahrhunderts rekonstruiert wurde, sowie der Annalensaal.
- Ein 30,43 m hohes Obeliskenpaar zwischen dem 4. und dem 5. Pylon. Thutmosis III. ließ im Rahmen seiner Damnatio memoriae die Obelisken ummanteln, damit sie nicht mehr sichtbar waren. Paradoxerweise trug dies zur Erhaltung bei.
- Zwischen der Roten Kapelle und dem 5. Pylon wurde ein 6. ergänzt.
- Ein heiliger See wurde angelegt oder ein bereits existierender See vergrößert.
- An der Südachse, Richtung Mut-Bezirk, wurden die riesigen Pylonen 7 und 8 errichtet. Am 7. Pylon ist Hatschepsut mit vier Kolossalstatuen vertreten, am 8. Pylon sind zwei Sitzbilder und ein Paar Obelisken von Thutmosis.
- Östlich des Sesostris-Baues errichtete Thutmosis das Achmenu.
- An der Prozessionsstraße nach Luxor entstanden sechs Stationskapellen.

Amenophis III. verlängerte die Tempelachse nach Westen und Süden. Er zerstörte zahlreiche kleinere Kapellen und Denkmäler der 12. Dynastie und frühen 18. Dynastie, die sich auf dieser Achse befanden, und verbaute sie im Fundament. Er fügte den 3. Pylon mit acht etwa vierzig Meter hohen Flaggenmasten an. An der südlichen Achse schloss er mit dem 10. Pylon ab, vor dem zwei kolossale Statuen des Pharao aus Quarzit standen. Wahrscheinlich wurde im Rahmen dieses gewaltigen Bauprogramms auch die Prozessionsstraße zum Mut-Tempel und nach Luxor erneuert und mit 60 Sphingen versehen.
In der Amarna-Zeit wurde die kontinuierliche Bebauung unterbrochen. Amenophis IV. (Echnaton) baute zu Beginn seiner Regierungszeit südlich des Amun-Bezirkes ein Aton-Heiligtum (Gem-pa-Aton (Karnak)), das unter Haremhab jedoch zerstört und als Füllmaterial verwendet wurde.
Haremhab baute den 9. und 10. Pylon an der Südachse. Er ergänzte den Amun-Tempel um den 2. Pylon im Westen, der 35 m hoch und 98 m breit war und verwendete hierzu Steine aus dem zerstörten Aton-Heiligtum.

#### 19. Dynastie
Eine Säulenhalle (Hypostyl), oft auch als Kolonnade bezeichnet, wurde von Sethos I. zwischen dem 2. und 3. Pylon begonnen und unter Ramses II. vollendet.

#### 20. Dynastie
Ramses III. baute vor dem 2. Pylon einen Stationstempel und restaurierte ebenfalls den Chons-Tempel im Amun-Bezirk.

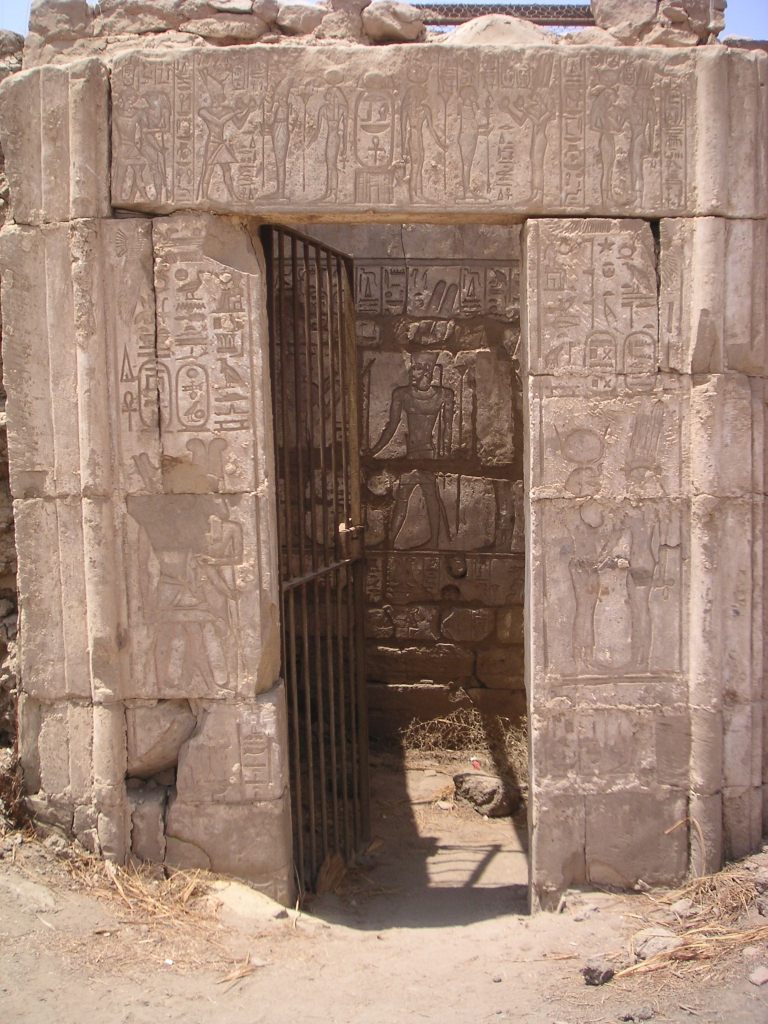
Kapelle des Taharqa und der Schepenupet II.

### Dritte Zwischenzeit

#### 22. Dynastie
Scheschonq I. baute den Platz vor dem 2. Pylon zu einem geschlossenen Säulenhof mit Toren im Norden, Süden und wahrscheinlich auch Westen um.

#### 25. Dynastie

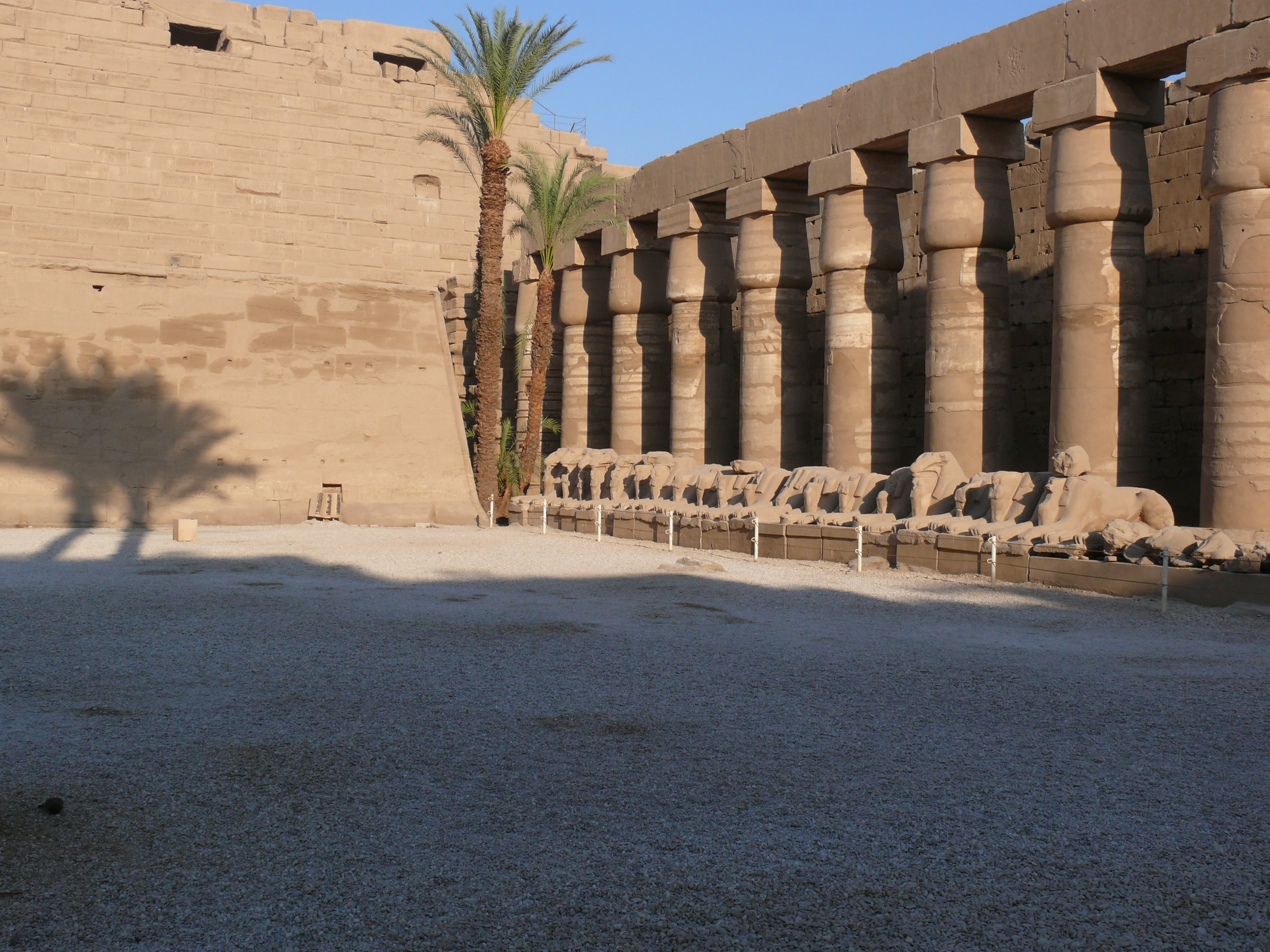
Vorhof (Äthiopischer Hof)

Im geschlossenen Säulenvorhof von Scheschonq I. errichtete der kuschitische König (Pharao) Taharqa den berühmten Säulenkiosk. Dieser bestand aus einer Doppelreihe von je fünf 21 Meter hohen Papyrussäulen.

### Spätzeit

#### 30. Dynastie
Die wichtigsten unter Nektanebos I. im Amun-Bezirk errichteten Bauten waren die 21 Meter hohen Umfassungsmauern, die im Osten, Norden und vor dem Chons-Tempel mit monumentalen Toren versehen wurden. Diese Tore wurden jedoch erst unter den Ptolemäern Ptolemaios III. Euergetes I. und Ptolemaios IV. Philopator I. beschriftet und dekoriert.